# Lupinus diffusus
Lupinus diffusus är en ärtväxtart som beskrevs av Thomas Nuttall. Lupinus diffusus ingår i släktet lupiner, och familjen ärtväxter. IUCN kategoriserar arten globalt som livskraftig. Inga underarter finns listade i Catalogue of Life.

## Bildgalleri

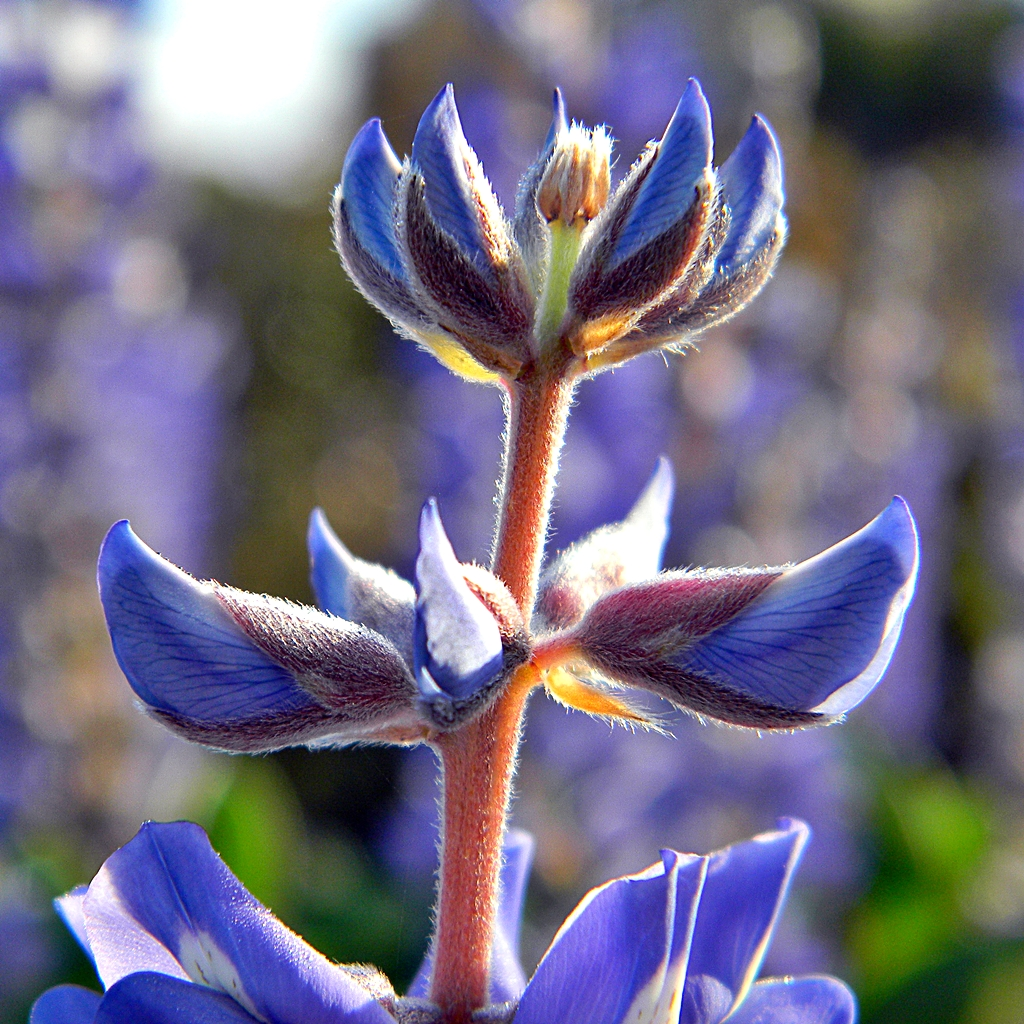
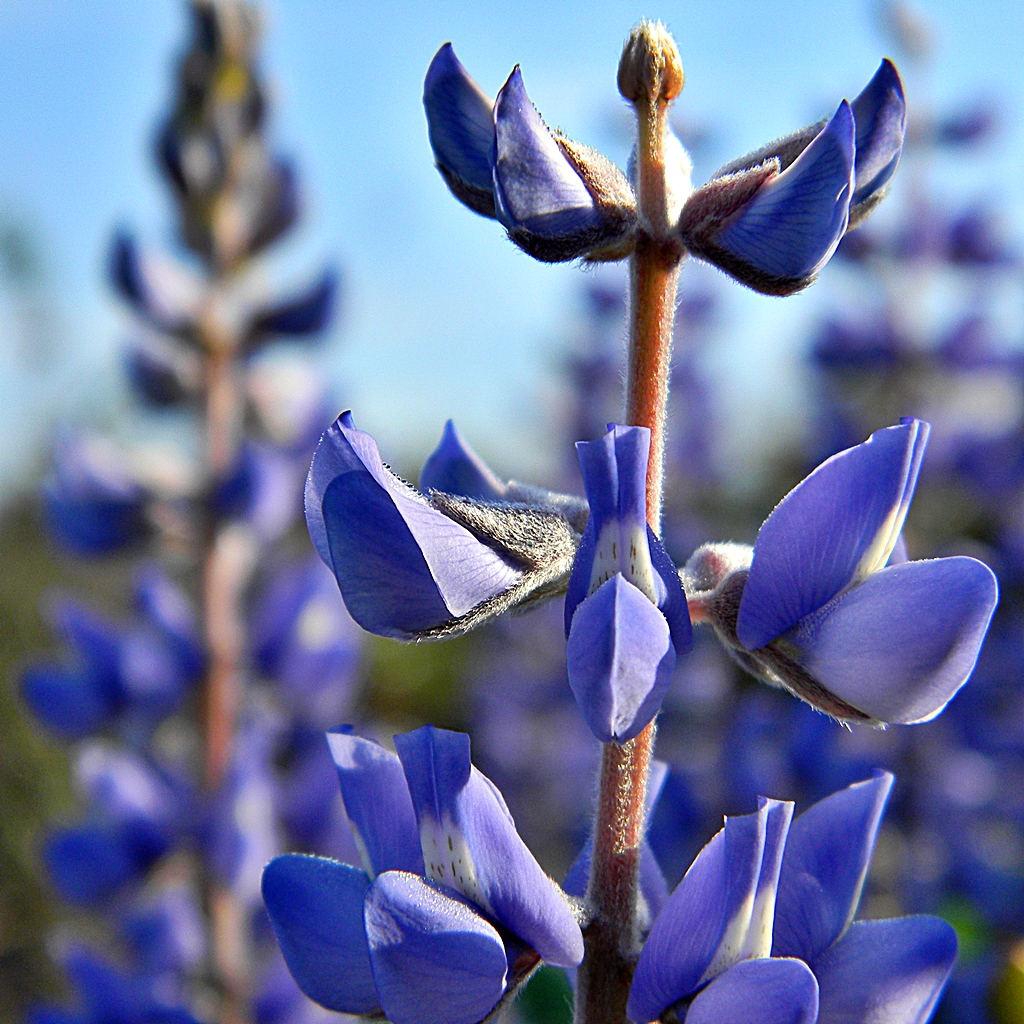
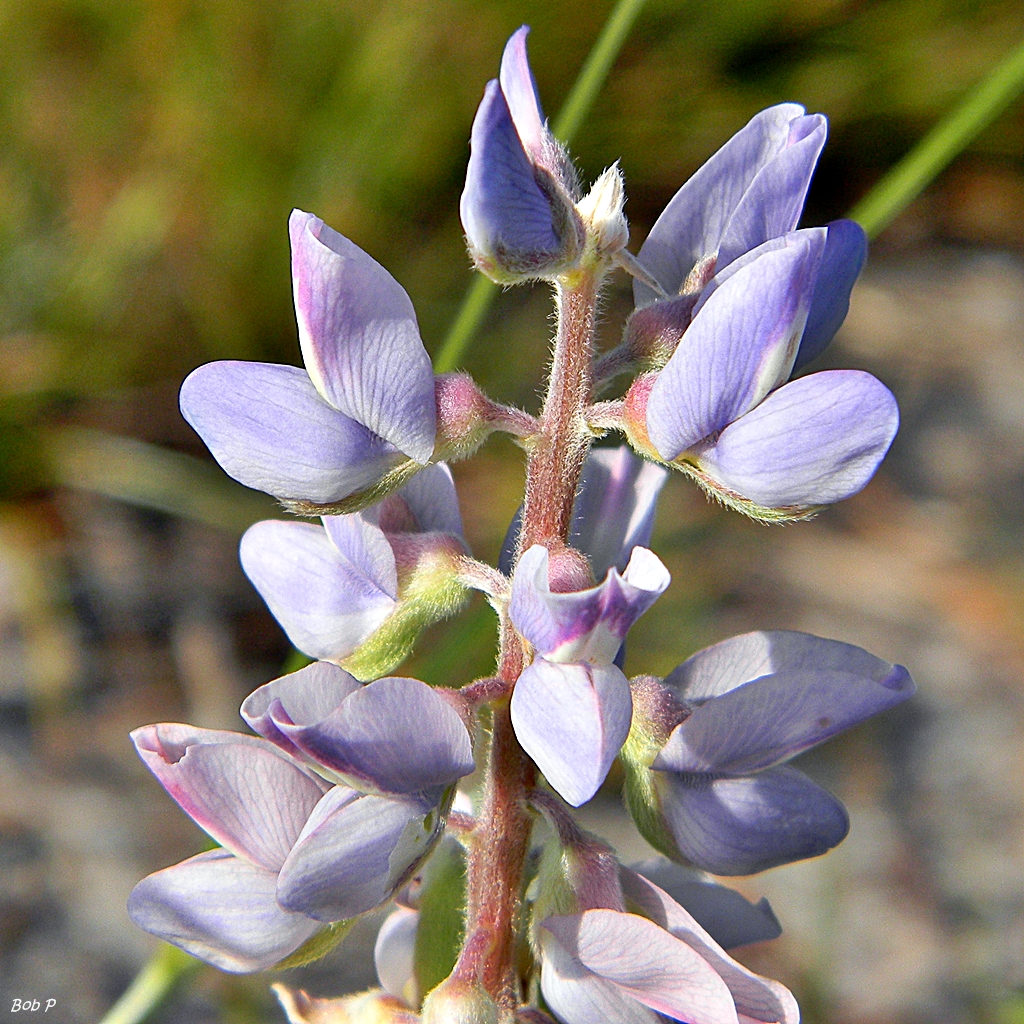